# Gramul
Der Gramul ist ein 3276 m ü. A. hoher Berggipfel der Glocknergruppe in Osttirol.

## Lage
Der Gramul liegt im Glocknerkamm im Süden der Glocknergruppe in der Kernzone des Nationalparks Hohe Tauern im Nordosten der Gemeinde Kals am Großglockner bzw. des Bezirks Lienz. Beim Gramul handelt es sich um eine Felskuppe zwischen dem Teischnitzkees im Osten und dem Fruschnitzkees im Westen, die nördlich des Gramul am Gramulsattel (3219 m ü. A.) aneinander stoßen. Der Südwestgrat des Gramul führt zur Gamsspitze bzw. Gamskopf (3157 m ü. A.), am Südhang liegt der Schuttrücken des Luckenkogel (3025 m ü. A.), nordöstlich der Großglockner.

## Aufstiegsmöglichkeiten
Der Normalweg auf den Gramul nimmt seinen Ausgang an der Stüdlhütte. Von ihr aus steigt man zunächst nach Norden auf und quert westlich der Schere das Teischnitzkees. Über den Gletscher führt der Anstieg in den Gramulsattel, von wo aus man im Anschluss dem unschwierigen Nordrücken bis zum höchsten Punkt folgt (unschwierig). Der Berggipfel wurde erstmals am 27. August 1868 von Johann Stüdl, Th. Groder und P. Groder im Abstieg begangen. Den ersten Aufstieg über den oben beschriebenen Südostanstieg unternahm Johann Stüdl mit M. Groder und A. Kerer nur zwei Tage später.
Der Gramul kann auch eisfrei vom Grund des Teischnitztal erreicht werden. Auf Grund des mühsamen Aufstiegs wird der Gramul aber in der Regel über den Teischnitzkees begangen.